# Danail Nikolaew

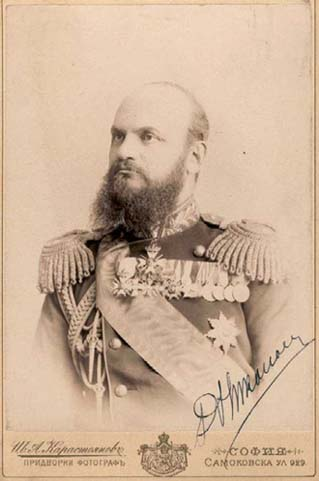
Danail Zonew Nikolaew

Danail Zonew Nikolaew (auch Danail Zoneff Nikolaeff geschrieben, bulgarisch Данаил Цонев Николаев Danail Tsonev Nikolaev, * 30. Dezember 1852 in Bolgrad, heute in der Ukraine; † 29. August 1942 in Bankja bei Sofia) war ein bulgarischer General und Politiker. Er nahm am Serbisch-Türkischen Krieg von 1877, am Russisch-Türkischen Krieg von 1877/78, an der Vereinigung mit dem Fürstentum Bulgarien und am Serbisch-Bulgarischen Krieg von 1885 teil.

## Leben
Danail Nikolaew wurde am 18. Dezemberjul. / 30. Dezember 1852greg. in der bessarabischen und damals zum russischen Reich gehörenden Stadt Bolgrad in einer Familie bulgarischer Flüchtlinge geboren. Seine Familie kam ursprünglich aus Tarnowo. 1871 beendete Danail das Bolgrader Gymnasium Heilige Brüder Kyrill und Method (bulg. Болградската гимназия „Св. св. Кирил и Методий“).

### Dienst in der russischen Armee
Von 1871 bis 1873 diente Nikolaew im 54. Minsk-Regiment, das in Chișinău stationiert war. Am 19. September 1873 trat er als Junker in die Odessa-Heeresschule ein. Die Akademie beendete Nikolaew in 1875 mit dem Dienstgrad Portupaj-Junker und ging zu seinem Regiment, welches unter der Leitung vom General Michail Iwanowitsch Dragomirow stand, zurück. Als er von den Vorbereitungen eines bevorstehenden serbisch-türkischen Krieges erfahren hatte, wollte Nikolaew seinen Dienst in der russischen Armee quittieren. Er wurde jedoch beurlaubt. Im Serbisch-Türkischen Krieg kämpfte Nikolaew als Freiwilliger und nahm an den Kämpfen bei Babina Glava, Mirovica und Gamzigrad teil.
Im Russisch-Türkischen Krieg von 1877/78 befehligte Nikolaew eine Kompanie des 5. Regiments des Bulgarischen Freiwilligen-Korps. Mit ihr nahm er an den entscheidenden Schlachten am Schipkapass und bei Scheinowo teil. Am 8. Juli wurde Nikolaew zum Leutnant und am 10. August des gleichen Jahres zum Oberleutnant der russischen Armee befördert.
Den verlustreichen Krieg gewann Russland und mit dem Frieden von San Stefano wurde ein bulgarischer Staat konstituiert, der große, vom Osmanischen Reich abgetrennte Gebiete umfasste. Durch den Berliner Kongress 1878 wurde dies teilweise revidiert. Bulgarien wurde ein autonomes Fürstentum, das aber dem Osmanischen Reich weiterhin tributpflichtig blieb. Ostrumelien (Südbulgarien) blieb zunächst osmanische Provinz, das Osmanische Reich verzichtete jedoch auf eine militärische Präsenz und Makedonien blieb ganz unter osmanisch-türkischer Herrschaft.

### Dienst für Bulgarien
Nach der Befreiung Bulgariens diente Nikolaew in der neugebildeten Miliz Ostrumeliens. Anfang 1880 wurde er zum Kommandeur des 1. Plowdiw-Regiments und am 1. März des gleichen Jahres zum Stabskapitän der russischen Armee und der ostrumelischen Miliz ernannt. Im Mai 1880 wurde er Kommandeur des 2. Plowdiw-Regiments. Ebenfalls 1880 wurde Nikolaew Trauzeuge seines guten Freundes Kosta Paniza, eines Offiziers der Milizeinheit in Tschirpan. Auf der Hochzeit lernte Nikolaew Radka kennen, die jüngste Schwester der Braut, die er noch im selben Jahr heiratete. Am Tag seiner Hochzeit überreichte ihm Konstantin Stoilow, Sekretär des bulgarischen Fürsten Alexander I., den bulgarischen Militärorden für Tapferkeit III. Klasse für seine Verdienste im Russisch-Osmanischen Krieg von 1877/78.
1883 wurde Nikolaew zum Major der Miliz Ostrumeliens ernannt. Während der jährlichen Manöver befehligte Nikolaew 1885 einen großen Teil der Miliz bei Saedinenie. In der Nacht zum 6. Septemberjul. / 18. September 1885greg. besetzten die Manövertruppen die ostrumelische Hauptstadt Plowdiw und setzten den Gouverneur Gawril Krastewitsch ab. Damit vollzog Danail Nikolaew gemeinsam mit dem bulgarischen geheimen revolutionären Zentralkomitee (BGRZK) die Entmachtung der Repräsentanten des Osmanischen Reiches in Ostrumelien. Am darauffolgenden 6. September proklamierte die neu eingesetzte Regierung unter Georgi Stranski, der auch Nikolaew angehörte, die Vereinigung Bulgariens. In der Regierung nahm er den Posten des Oberbefehlshabers der Miliz Ostrumeliens ein.

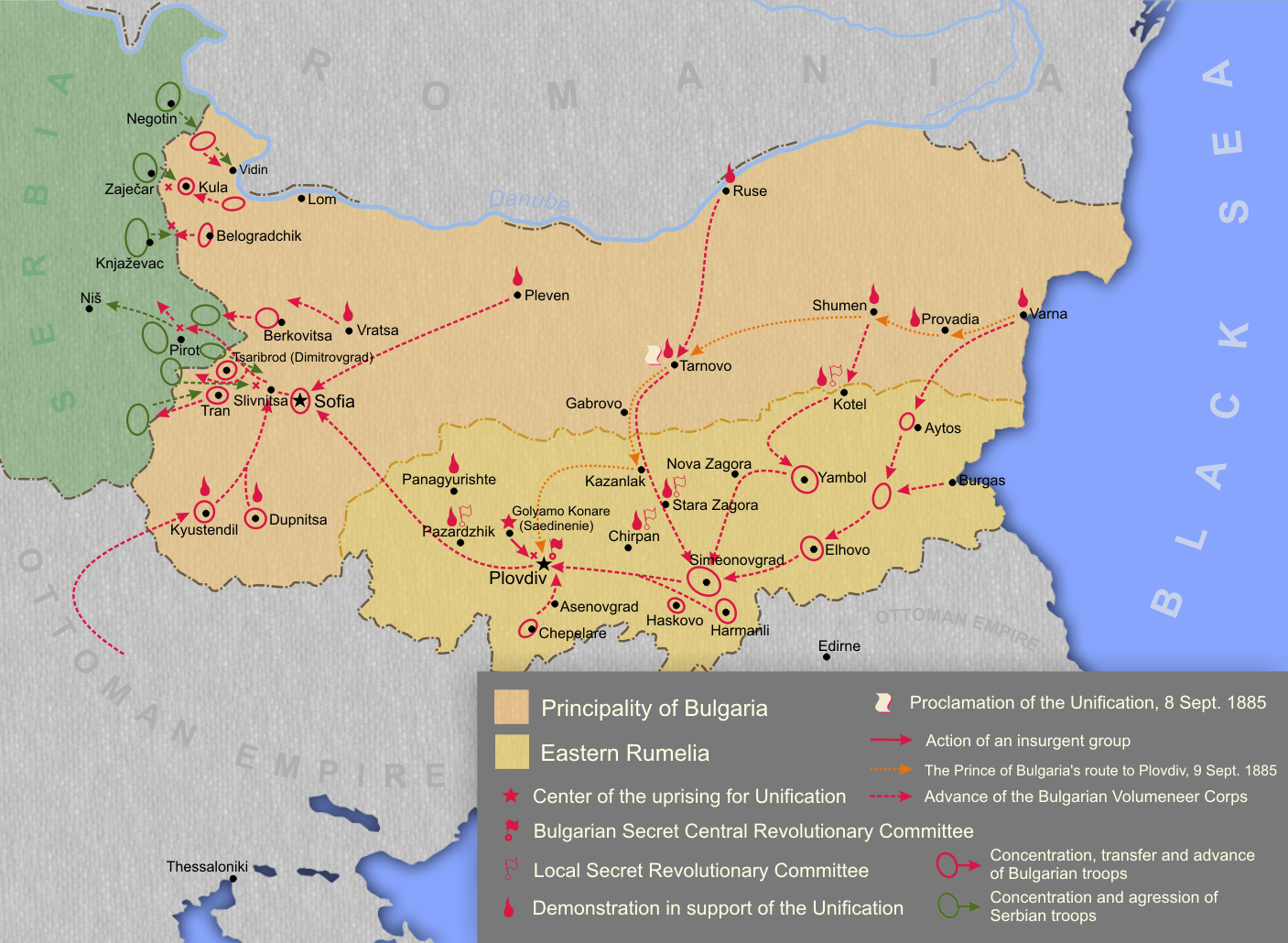
Die Vereinigung Bulgariens und der Serbisch-Bulgarische Krieg

Am 9. September 1885 wurde er Kommandeur des Tarnowo-Sejmen-Regiments, das an der Grenze zum Osmanischen Reich beim heutigen Simeonowgrad Stellung bezog. Man erwartete dort den Hauptstoß der osmanischen Armee in einem Krieg mit dem Osmanischen Reich, da Ostrumelien nominell noch eine osmanische Provinz war. Am 11. September wurde Nikolaew zum Oberstleutnant ernannt. Ein Angriff der Osmanen fand jedoch nicht statt, stattdessen erklärte am 1. Novemberjul. / 13. November 1885greg. Serbien, unterstützt von Österreich-Ungarn, Bulgarien den Krieg. Beide Länder wollten ein Überschwappen der Ereignisse auf Makedonien, wo auch Bulgaren lebten, verhindern. Auch Russland stand dem bulgarischen Gebietszuwachs durch die Vereinigung und dessen Herrschern ablehnend gegenüber, im Gegensatz zu Großbritannien. Als Reaktion auf die Vereinigung stellte das Russische Reich die militärische Zusammenarbeit ein und zog sowohl militärisches Personal als auch Militärgerät aus Bulgarien ab.
Der serbische Plan sah vor, die bulgarische Abwehr zu durchbrechen und durch einen massiven Angriff von vier Divisionen auf die bulgarische Hauptstadt Sofia den Krieg zu gewinnen. Die bulgarische Hauptarmee war noch an der Grenze zum Osmanischen Reich konzentriert und musste in den darauffolgenden Tagen erst das vereinigte Bulgarien durchqueren. Die von Nikolaew befehligten Einheiten, darunter ein Regiment (ca. 2000 Mann) aus türkischen und pomakischen Bürgern Bulgariens, erreichten am Abend des 6. Novemberjul. / 18. November 1885greg. Sliwniza, wo seit dem Vortag die Schlacht bei Sliwniza (17. November–19. November 1885) tobte. Dort war die Verteidigungslinie von Sofia errichtet worden. Mit der Ankunft auf dem Schlachtfeld übernahm Nikolaew als Dienstältester von Major Awram Gudschew die Militärführung und befehligte nun die bulgarische Gegenoffensive, die erst auf serbischem Boden bei Pirot durch das Eingreifen Österreich-Ungarns gestoppt werden konnte. Nach der Schlacht von Pirot kapitulierte die serbische Armee.
Nach dem Krieg wurde Danail Nikolaew zum Oberst ernannt. Ein Jahr später wurde der bulgarische Fürst Alexander I. durch einen von Russland initiierten Offiziersputsch zur Abdankung gezwungen und nach Russland in die Gefangenschaft gebracht. Die Nachricht über den Putsch erreichte Nikolaew in Wien und er kehrte über die Donau und Lom nach Plowdiw zurück. An dem Gegenputsch, geführt vom Parlamentspräsidenten Stefan Stambolow, konnte sich Nikolaew aktiv beteiligen. In der eingesetzten Interimsregierung wurde Danail Nikolaew Verteidigungsminister im ersten Kabinett von Wassil Radoslawow.
Danail Nikolaew starb am 29. August 1942 in Bankja, heute Stadtteil der bulgarischen Hauptstadt Sofia. Ihm zu Ehren wurde das ehemalige Dorf Kalatschlij in General Nikolaewo (heute Stadtteil von Rakowski) umbenannt. Auch der Boulevard General Danail Nikolaew in der bulgarischen Hauptstadt Sofia trägt seinen Namen.

## Auszeichnungen
- Militärorden für Tapferkeit III. Klasse
- Bulgarischer St. Alexander-Orden, Großkreuz und I. Klasse
- Bulgarischer Militär-Verdienstorden, Großkreuz
- Orden der Heiligen Kyrill und Methodius
- Montenegrinischer Orden Danilos I. für die Unabhängigkeit, I. Klasse
- Serbischer Orden des Weißen Adlers, I. Klasse
- Serbische Tapferkeitsmedaille
- Orden Stern von Rumänien, Ritterkreuz
- Russischer Orden des Heiligen Georg, IV. Klasse
- Russischer Orden der Heiligen Anna, Großkreuz
- Persischer Orden Löwe und Sonne, I. Klasse
- Osmanischer Osmanje-Orden, I. Klasse
- Osmanischer Mecidiye-Orden, I. Klasse